# Boudeuse (Schiff, 1766)
Die Boudeuse (französisch La Boudeuse ‚Die Schmollende‘) war eine 26-Kanonen-Fregatte (später 32-Kanonen-Fregatte) der französischen Marine, die von 1766 bis 1800 in Dienst stand. Sie war das erste französische Schiff das die Welt umsegelte. Diese Reise unter der Leitung von Louis Antoine de Bougainville dauerte von 1766 bis 1769. Auf dem Begleitschiff Étoile fuhr u. a. der Botaniker Philibert Commerçon.

## Allgemeines
Die Tauglichkeit einer Fregatte als Weltumsegler wurde bei den Vorbereitungen kritisch in Frage gestellt. Üblicherweise wurden robuste Frachtschiffe bevorzugt, die größere Mengen an Ladung aufnehmen konnten und weniger Personal benötigten. Für die Verantwortlichen der Boudeuse war jedoch Schnelligkeit wichtiger als Ladekapazität, eine Ansicht, die während der Reise bestätigt wurde.
Am 15. November 1766 startete die Fahrt im Hafen von Nantes. Bereits nach drei Tagen brachen der La Boudeuse die Masten während eines Orkansturms. Der Kommandant Louis Antoine de Bougainville erkannte die Fehler in der Statik des Schiffes:

„Unsere Masten sind viel zu hoch. Die Form des Schiffs selbst lässt zu wenig Weite für den Winkel zu, den die Wanten mit den Masten bilden. Dieser Mangel wird durch unsere Ladung (Lebensmittel) erschwert, die tief unter dem Schwerpunkt des Schiffes liegt, wodurch sich das Mastwerk auch beim kleinsten Schlingern in Gefahr befindet.“

Daraufhin wurden in Brest die Masten verkürzt und die 12-Pfünder-Kanonen gegen 8-Pfünder eingetauscht.
Die Route verlief von Frankreich quer über den Atlantik durch die Magellanstraße in den Pazifischen Ozean. Am 2. April 1768 landete La Boudeuse auf der ein Jahr zuvor von Samuel Wallis entdeckten Insel Tahiti. Bougainville nannte Tahiti Neu-Kythera, nach der Insel in der griechischen Mythologie, an deren Strand die Göttin der Liebe und der Schönheit Aphrodite aus dem Meer stieg. Mit seinem Reisebericht machte er die Südsee in Europa zu einem Symbol für Gleichheit, freie Liebe (die Frauen der Inseln waren äußerst freizügig) und die Glückseligkeit des „Edlen Wilden“. Er unterstützte damit die revolutionäre Theorie Jean-Jacques Rousseaus und glaubte, den von diesem beschriebenen Naturzustand des Menschen gefunden zu haben.
Von Tahiti aus segelte die Boudeuse weiter westlich nach Samoa, zu den Neuen Hebriden, zum Großen Barriere-Riff, anschließend nördlich zu den Salomonen, nach Neubritannien, zu den Molukken und schließlich nach Batavia zu einem längeren Aufenthalt, wo das Schiff gewartet wurde und die Mannschaft sich erholen konnte.
Im März 1769, nach zwei Jahren und vier Monaten lief La Boudeuse in Saint-Malo ein. Sieben Matrosen waren unterwegs gestorben, in jener Zeit eine relativ geringe Zahl. Die seemännische Leistung Bougainvilles und seiner Besatzung wurde in den Geschichten der Seefahrt kaum angemessen gewürdigt, Jules Verne erwähnt im ersten Band seiner Anthologie Die großen Seefahrer des 18. Jahrhunderts die Weltumseglung der Boudeuse. Er weist besonders auf die Leistung ihres Kapitäns, Nicolas-Pierre Duclos-Guyot hin. Die Einordnung dieser eigenartigen Fahrt ist auch heute noch zum Teil umstritten und schwierig.

## Technische Beschreibung
Die Boudeuse war als Batterieschiff mit einem durchgehenden Geschützdeck konzipiert und hatte eine Länge von 40,60 Metern (Geschützdeck), eine Breite von 10,61 Metern und einen Tiefgang von 5,36 Metern. Das Schiff war ein Rahsegler mit drei Masten (Fockmast, Großmast und Kreuzmast). Der Rumpf schloss im Heckbereich mit einem Heckspiegel, in den eine Galerie integriert war, die in die seitlich angebrachte Seitengalerie mündete.
Die Besatzung hatte im Frieden eine Stärke von 187 und im Krieg von 252 Mann (7 bzw. 12 Offiziere und 180 bzw. 240 Unteroffiziere bzw. Mannschaften). Die Bewaffnung bestand bei Indienststellung aus 32 Kanonen.
|      | Batteriedeck    | Backdeck | Achterdeck    | Kanonen (Geschossgewicht) |
| ---- | --------------- | -------- | ------------- | ------------------------- |
| 1766 | 26 × 12-Pfünder | -        | 6 × 6-Pfünder | 32 Kanonen (85,173 kg)    |